# Phương Dung
Phương Dung (tên khai sinh: Nguyễn Phan Phương Dung, sinh ngày 9 tháng 8 năm 1946) là một nữ ca sĩ nhạc vàng nổi tiếng người Việt Nam. Bà được đánh giá là một trong những giọng ca bền bỉ và có sức ảnh hưởng lớn của nền nhạc vàng miền Nam giai đoạn những năm đầu thập niên 1960 - 1975. Tiếng hát Phương Dung gắn liền với biệt danh "Nhạn trắng Gò Công" mà thi sĩ Kiên Giang Hà Huy Hà dành tặng cho bà.

## Cuộc đời

### Thời niên thiếu và sự nghiệp
Bà bắt đầu cuộc đời ca hát vào năm 1959 khi từ Gò Công lên Sài Gòn tham gia cuộc thi tuyển lựa ca sĩ của Đài phát thanh Sài Gòn, khi đó bà đang học lớp Đệ thất, trong cuộc thi đó có sự tham gia của nhạc sĩ Thanh Sơn. Sau cuộc thi này, dù không đoạt giải cao nhưng Phương Dung may mắn được giới thiệu đi hát tại một số tụ điểm.
Lần đầu tiên bà được Hãng đĩa Việt Nam mời thâu âm là cuối năm 1961 khi bà còn là một nữ sinh. Ca khúc bà thu âm đầu tiên trong sự nghiệp ca hát là bài "Đường về khuya" của nhạc sĩ Minh Kỳ - Lê Dinh và nổi tiếng khi thu âm thành công ca khúc "Nỗi buồn gác trọ" của nhạc sĩ Hoài Linh và Mạnh Phát năm 1962. 
 “Lúc đó, hãng phim Alpha có làm một cuốn phim mang tên Saigon By Night có sự tham gia trình diễn của nhiều ca sĩ Sài Gòn. Nhạc sĩ Hoài Linh-Mạnh Phát đã viết bài "Nỗi buồn gác trọ" đưa cho hãng phim và Phương Dung may mắn được chọn hát ca khúc này trong phim, từ đó được khán giả Sài Gòn cũng như các tỉnh dành nhiều tình cảm”, Phương Dung chia sẻ.
Sau thành công của "Nỗi buồn gác trọ", nhiều nhạc sĩ đã chọn Phương Dung để giới thiệu ca khúc mới của mình. Nhiều hãng dĩa đã tìm đến bà để mời thu âm. Đài phát thanh cũng chọn giọng ca Phương Dung phát trên sóng. Nhờ vậy mà tiếng hát của bà nhanh chóng nổi tiếng khắp Sài Gòn, được giới văn nghệ đón nhận nồng nhiệt. 
Năm 1964, Hãng đĩa Sóng Nhạc của ông Nguyễn Tất Oanh đã mời bà ký hợp đồng độc quyền cùng Trúc Mai, Minh Hiếu và Thanh Thuý. Lúc này, ca khúc "Những đồi hoa sim" (Dzũng Chinh, phổ thơ Hữu Loan) do bà thu âm cho hãng dĩa Sóng Nhạc được tung ra thị trường. Đĩa nhựa này được đánh giá với số bán kỷ lục đưa tên tuổi Phương Dung vụt sáng thành một trong những nữ ca sĩ ăn khách nhất miền Nam.
Cũng nhờ vào ca khúc "Tạ từ trong đêm" (của Trần Thiện Thanh), Phương Dung được trao giải Huy chương Vàng dành cho nữ ca sĩ xuất sắc nhất năm 1965, trong khi đó nhạc sĩ Trần Thiện Thanh nhận giải Bài hát xuất sắc nhất trong năm.
Từ năm 1965 - 1967, bà bắt đầu cộng tác với các phòng trà và vũ trường, đó là Tự Do, Maxim’s, Olympia, Quốc Tế, Bồng Lai, Văn Cảnh,… Bà còn thường xuyên xuất hiện trong những chương trình phát thanh trên cả hai đài Quân Đội và Sài Gòn.
Vào thập niên 70, bà tiếp tục cộng tác với nhiều hãng băng khác nhau. Được thực hiện 3 băng nhạc độc nhất 1 tiếng hát đó là Hương Quê, Sơn Ca 5 và Sơn Ca 11 (do Hãng băng Sơn Ca của nhạc sĩ Nguyễn Văn Đông phát hành). 

### Biệt danh
Sau khi “Nỗi buồn gác trọ” được phát hành, thi sĩ Kiên Giang Hà Huy Hà đã dành tặng cho Phương Dung biệt danh "Nhạn trắng Gò Công" và cái tên này theo bà đến tận bây giờ.

Lý giải về biệt danh này, Phương Dung cho biết: 
“Mẹ tôi rất thích tôi mặc áo dài trắng đi hát vì trông giống như một cô học trò thích ca hát hơn là một ca sĩ. Áo dài trắng còn tượng trưng cho sự ngây thơ, trong sáng, hồn nhiên. Ngoài ra, tôi quê ở Gò Công, nơi có rất nhiều chim nhạn bay nên hình ảnh "nhạn trắng" là sự kết hợp giữa chim nhạn Gò Công và áo dài trắng. Tôi cảm thấy mình rất may mắn khi biệt danh gắn liền với cuộc đời ca hát của mình xuất phát từ những hình ảnh quê hương”.

## Gia đình
Sau năm 1967, bà lập gia đình với một thương gia là Võ Doãn Ngọc (quê ở Huế và sống ở trời tây) và rời Việt Nam vào khoảng năm 1977-1978. Phương Dung có tám người con, 6 trai và 2 gái. Con gái là Phương Vy đã từng cộng tác với Trung tâm Thúy Nga, còn Hoàng Ly là người mẫu.
Sau đó bà định cư tại Úc và thỉnh thoảng vẫn tham gia hoạt động văn nghệ trên các show lớn của Trung tâm Thế giới Nghệ thuật, Trung tâm Thúy Nga, Trung tâm Làng Văn, Asia Entertainment tại Mỹ.

## Hoạt động khác
Tháng 6 năm 2014, Phương Dung đã cùng nữ ca sĩ Giao Linh được tôn vinh và thực hiện Liveshow Sol Vàng "Còn mãi những khúc tình ca" để hát lại các ca khúc mang đậm dấu ấn cá nhân và được khán giả mến mộ trong nhiều thập niên qua.
Khoảng cuối năm 2014 Phương Dung được mời làm giám khảo của cuộc thi Solo cùng Bolero do Đài Phát thanh - Truyền hình Vĩnh Long sản xuất.

### Thiện nguyện
Với công việc thiện nguyện, bà là một trong những người thành lập hội See The Light chuyên giúp đỡ những bệnh nhân và người nghèo tại Việt Nam qua việc giúp đỡ tiền bạc để chữa mắt, xây nhà, trường học. Bà còn vận động văn nghệ sĩ, bạn bè của bà tham gia vào chương trình này thông qua những show nghệ thuật gây quỹ từ thiện tại những quốc gia có đông người Việt.
Bắt đầu từ năm 1999, Phương Dung đều về Việt Nam giúp bệnh nhân hư mắt chữa trị, lúc đầu ở Gò Công, Tiền Giang, nơi bà sinh ra, sau đó ra tận Quảng Trị, Đồng Hới, Quảng Nam, Kon Tum, Đồng Tháp, Cần Thơ. Ngoài hoạt động chữa mắt, hội thiện nguyện còn giúp cho học sinh nghèo, cứu trợ nạn nhân thiên tai, bão lụt.
Ngày 21 tháng 7 năm 2019, Phương Dung đã đến thăm và hát tặng các cháu mồ côi tại Làng Thiếu nhi Thủ Đức và Trung tâm Nuôi dưỡng - Bảo trợ trẻ em Tam Bình thuộc Sở Lao động - Thương binh và Xã hội TP HCM.
Phương Dung xuất hiện trong chuyến đi từ thiện của gia đình NSƯT Bắc Sơn với trang phục giản dị. Bà đã hát tặng các cháu thiếu nhi hai ca khúc "Còn thương góc bếp chái hè" và "Bông bưởi hoa cau" của người nhạc sĩ mà mình tôn kính.

## Tác phẩm thu âm

### Trước 1975
- Các bản thâu âm đĩa nhựa 45 vòng của Sóng Nhạc, Việt Nam, Sơn Ca,...
- Các bản thâu âm cổ nhạc và tân cổ giao duyên cho hãng đĩa Hồng Hoa
- Thu chung băng reel (magnetophon) với nhiều ca sĩ khác trong các chương trình Thanh Thúy, Trường Hải, Shotguns, Nghệ thuật - Tâm Anh, Nhật Trường, Thương Ca, Premier,...
- Băng reel các chương trình dành riêng cho tiếng hát Phương Dung:
  - Hương Quê 1 (1972, hòa âm Y Vân và Lê Văn Thiện)
  - Sơn Ca 5 - Phương Dung (khoảng 1973-1974, hòa âm Văn Phụng)
  - Sơn Ca 11 - Tiếng hát Phương Dung (thu năm 1974, không kịp phát hành ở Việt Nam, hòa âm Văn Phụng)
  - Sóng Nhạc 6: collection các bản thu âm trên đĩa nhựa 45 vòng từ 1962~1970, hòa âm Nghiêm Phú Phi, Y Vân, Văn Phụng và Lê Văn Thiện

### Album riêng
- Chiếc bóng công viên
- Hình ảnh người em không đợi
- Phương Dung 1 - Ngày xưa kỷ niệm (1984)
- Phương Dung 2 - Sương lạnh chiều đông (1984)
- Tiếng Hát Phương Dung Paris - Bóng Nhỏ Đường Chiều (1985, Thúy Nga)
- Phương Dung hải ngoại - Thư người chiến binh (Giáng Ngọc)
- Tiếng hát Phương Dung - Tím cả rừng chiều (Trung tâm Asia)
- Phương Dung 89 (Asia)
- Tiếng hát Phương Dung (1990, Asia)
- Con đường xưa em đi (1984, Làng Văn)
- Tiếng hát Phương Dung - Đố ai (1992, Làng Văn)
- Còn mãi những khúc tình ca (1996, Làng Văn)
- Tiếng hát Phương Dung (1999, Làng Văn)
- Nửa vành trăng đợi (1996, Giáng Ngọc)
- Tha La xóm đạo (1997, Thúy Anh)

### Album chung
Không tính album tổng hợp có trên ba ca sĩ.
- Nếu một mai chung với Thiên Trang (Asia)
- Chuyện một đêm song ca Trường Thanh & Phương Dung (Trường Thanh)
- Hàn Mạc Tử song ca Tuấn Vũ & Phương Dung (1991, Giáng Ngọc)
- Tiễn người đi song ca Tuấn Vũ & Phương Dung (Thanh Lan)
- Vùng lá me bay song ca Tuấn Vũ & Phương Dung (Thúy Anh)
- Lính xa nhà song ca Tuấn Vũ & Phương Dung (1992, Thúy Anh)
- Buồn ga nhở song ca Chế Linh & Phương Dung (1992, Làng Văn)
- Mẹ và bông bí trắng cổ nhạc với Phượng Liên, Kiều Phượng Loan (1998)

## Chương trình truyền hình Việt Nam
- Solo cùng Bolero (2014 - 2022)
- Tình Bolero (2016)
- Gương mặt thân quen (2017)
- Ca sĩ giấu mặt (2017)
- Ban nhạc quyền năng (2018)
- Chân dung cuộc tình (2018 - 2019)
- Người kể truyện tình (2017 - 2018)
- Tinh hoa hội tụ (2018 - 2019)
- Sao nối ngôi (2019)
- Làng hài mở hội mừng xuân (2019)
- Hãy nghe tôi hát (2017, 2019)
- Thần tượng Bolero (2019)
- Ký Ức Vui Vẻ (2019)
- Bộ 3 Siêu đẳng (2021)
- Tuyệt đỉnh song ca
- Đời nghệ sĩ
- Và nhiều chương trình truyền hình khác.

## Tiết mục thu hình ở hải ngoại

### Trung tâm Thúy Nga
| STT | Tiết mục                                                   | Thể hiện với    | Chương trình       | Năm  |
| --- | ---------------------------------------------------------- | --------------- | ------------------ | ---- |
| 1   | Nỗi Buồn Đêm Đông (Anh Minh)                               | solo            | Paris By Night 2   | 1986 |
| 2   | Bóng Nhỏ Đường Chiều (Trúc Phương)                         | solo            | Paris By Night 5   | 1987 |
| 3   | Sắc Hoa Màu Nhớ (Nguyễn Văn Đông)                          | solo            | Paris By Night 14  | 1991 |
| 4   | Biết Đâu Tìm (Hoàng Thi Thơ)                               | solo            | Paris By Night 47  | 1999 |
| 5   | Về Đâu Mái Tóc Người Thương (Hoài Linh)                    | Hoàng Oanh      | Paris By Night 84  | 2006 |
| 6   | LK Trăm Mến Ngàn Thương (Hoài Linh), Rừng Xưa (Lam Phương) | Phương Hồng Quế | Paris By Night 136 | 2024 |

### Trung tâm Mây
| STT | Tiết mục              | Thể hiện với | Chương trình      | Năm  |
| --- | --------------------- | ------------ | ----------------- | ---- |
| 1   | Sầu Cố đô (Duy Khánh) | solo         | Hollywood Night 2 | 1992 |

### Trung tâm Asia
| STT | Tiết mục                                                                            | Thể hiện với                  | Chương trình | Năm  |
| --- | ----------------------------------------------------------------------------------- | ----------------------------- | ------------ | ---- |
| 1   | Nỗi buồn gác trọ (Mạnh Phát, Hoài Linh)                                             | solo                          | ASIA 12      | 1996 |
| 2   | Những đồi hoa sim (Dzũng Chinh, thơ Hữu Loan)                                       | solo                          | ASIA 13      | 1996 |
| 3   | Tạ Từ Trong Đêm (Trần Thiện Thanh)                                                  | solo                          | ASIA 50      | 2006 |
| 4   | LK Rừng Lá Thay Chưa (Huỳnh Anh), Xót Xa (Lam Phương)                               | Tuấn Vũ                       | ASIA 51      | 2006 |
| 6   | LK Chuyến Tàu Hoàng Hôn, Cánh Buồm Chuyển Bến (Minh Kỳ, Hoài Linh)                  | Thanh Thúy                    | ASIA 52      | 2006 |
| 7   | LK: Kinh Khổ (Trầm Tử Thiêng) & Việt Nam Về Trong Nỗi Nhớ (Trầm Tử Thiêng, Trúc Hồ) | Hợp Ca                        | ASIA 54      | 2007 |
| 8   | Hoà Bình Ơi, Việt Nam Ơi (Trầm Tử Thiêng)                                           | Trung Chỉnh, Thái Doanh Doanh | ASIA 54      | 2007 |
| 9   | Thiệp Hồng Anh Viết Tên Em (Song Ngọc, Hoài Linh)                                   | Trung Chỉnh                   | ASIA 58      | 2008 |
| 10  | Đôi Ngã Đôi Ta (Trần Thiện Thanh)                                                   | Chế Linh                      | ASIA 61      | 2009 |